# Roe Triplan no 1
Le Roe Triplan n° 1 (Roe I Triplane en anglais) est un aéronef expérimental britannique construit par le pionnier Alliott Verdon-Roe.

## Le premier aéroplane à voler avec un moteur britannique
En 1909 A.V.Roe réalise un second aéroplane. C’est à l’origine un triplan à structure en bois, le fuselage étant une poutre sans revêtement de section triangulaire, supportant à chaque extrémité trois plans égaux, recouverts de papier huilé, sans surfaces verticales. La couleur jaune du papier vaut à l’avion le surnom de Péril jaune. Les plans avant étaient décalés, mais pas les surfaces arrières d'empennage. Le pilote était installé au centre, derrière un moteur JAP de 9 ch entrainant une hélice bipale tractive au moyen d’une chaine et d’un arbre. L’ensemble reposait sur trois roues à rayons tenues par un châssis tracté du type utilisé par Louis Bleriot. Les premiers essais eurent lieu dans les Walthamstow Marshes le 5 juin 1909. Endommagée durant les premiers essais, la voilure fut allongée. Ainsi modifié, cet appareil réalisa le 13 juillet 1909 un vol en ligne droite de 30 m, puis un vol de 275 m dix jours plus tard, devenant le premier aéroplane à voler avec un moteur britannique. Il est aujourd’hui conservé au Science Museum de Londres.
Cet appareil ne donnant pas entière satisfaction, un second exemplaire fut construit avec un moteur Antoinette de 24 ch entrainant une hélice quadripale et des surfaces verticales d’empennage. Ce triplan participa au Meeting de Blackpool en octobre avant d’être détruit sur accident à Wembley le 24 décembre. Deux autres machines similaires furent construites par Alliott Verdon-Roe avec des moteurs JAP plus puissants (20 ch), et une copie de cet appareil peut être observée au Museum of Science and Industry de Manchester.

## Un dérivé, le Roe Triplan n° 2
Second triplan réalisé par Alliott Verdon-Roe, en Roe II Triplane était une version plus solide du Triplan n° 1, équipée d’un moteur Green de 35 ch, qui devait servir de démonstrateur à la toute nouvelle firme A.V.Roe and Company, fondée en janvier 1910. Cet appareil ne semble pas avoir réussi à tenir l’air plus de 180 m, mais un second exemplaire fut vendu à W.G. Windham.